# امین دلیری
امین دلیری (انگلیسی: Amin Daliri) (متولد ۱۳۲۹ در رودسر گیلان ) در دولت یازدهم، معاون وزیر اقتصاد و دارایی و مدیرعامل سازمان جمع‌آوری و فروش اموال تملیکی بوده و وی سابق بر این از مدیران ارشد وزارت امور اقتصادی و دارایی و هم چنین نهاد ریاست جمهوری، مدرس دانشگاه و مسئول سابق روابط اقتصادی با کشورهای خارجی وزارت امور اقتصادی و دارائی بوده‌است.

## سوابق و مسئولیت‌ها
- مدیرکل دفتر روابط اقتصادی و مجامع بین‌الملل وزارت امور اقتصادی و دارایی در زمان نخست‌وزیری مهندس میرحسین موسوی
- معاون دانشکده امور اقتصادی وزارت امور اقتصادی و دارایی در دولت پنجم در زمان ریاست جمهوری اکبر هاشمی رفسنجانی
- در دولت ششم ریاست جمهوری اکبر هاشمی رفسنجانی از سوی محمد هاشمی معاون اجرایی رئیس جمهور به‌عنوان مشاور نهاد و مدیرکل آموزشهای نهاد ریاست جمهوری منصوب شد و در زمان ریاست جمهوری سید محمد خاتمی در دولت هفتم تا پایان این دوره در این سمت باقی ماند.
- در دولت هشتم سید محمد خاتمی از سوی محمدرضا عارف معاون اول رئیس جمهور به‌عنوان مشاور نهاد و مدیرکل دفتر بودجه، تشکیلات و روشهای نهاد ریاست جمهوری منصوب گردید.
- با روی کار آمدن دولت نهم ایشان به خواست خود بازنشسته، و با شروع ریاست جمهوری حسن روحانی و از سوی علی طیب نیا وزیر امور اقتصاد و دارایی دولت یازدهم مجدداً دعوت بکار شد.
- در خرداد ماه ۱۳۹۳ به‌عنوان نماینده وزیر و رئیس هیئت عالی نظارت سازمان جمع‌آوری و فروش اموال تملیکی منصوب گردید.
- در مرداد ماه ۱۳۹۴ از سوی علی طیب نیا وزیر اقتصاد به‌عنوان معاون وزیر و مدیرعامل سازمان مذکور منصوب گردید.

## خدمات
- تشکیل و توسعه مرکز آموزشهای نهاد ریاست جمهوری
از مهمترین خدمات ایشان در سازمان جمع‌آوری و فروش اموال تملیکی می‌توان به موارد زیر اشاره کرد:
- جلوگیری از ورود حجم زیادی از کالاهای قاچاق - با اجرای طرح پلمب الکترونیک که منجر به کاهش کالاهای قاچاق جاسازی شده در کالاهای دیگر شد.
- شکستن انحصار شرکت در مزایده‌ها - این امر با سراسری کردن مزایده‌ها و همچنین ورود سازمان اموال تملیکی به بورس کالا محقق گردید. با انجام این مهم، رانت بزرگی که قبلاً در مزایده‌ها برای افرادی خاص وجود داشت برداشته شد.

## مقاله‌ها، پژوهش‌ها
جنبه‌های حقوقی مالیات در اسلام، ۱۳۷۷، دانشکده امور اقتصادی دانشگاه تهران
ایشان به‌عنوان یک کارشناس ارشد اقتصاد در سال ۱۳۸۷ و در دوره اوج اقتدار دولت نهم در مقاله‌ای با روش علمی عملکرد اقتصادی و سیاستهای اجرایی دولت را مورد نقد قرارداد.
در سال ۱۳۸۸ به نحوه خصوصی‌سازی‌های آن سال که برای بسیاری از اقتصاددانان و مردم مورد سؤال بود اعتراض نمود.
- معاون وزیر اقتصاد: نیاز به تقویت سرمایه‌گذاری و افزایش ظرفیت تولید در شرایط کنونی بازار سرمایه
- استیضاح وزیر اقتصاد به صلاح بازار سرمایه نیست
- مزایده اموال امیرمنصور آریا مورد استقبال قرار نگرفت/ تعیین تکلیف ۱۳۴ خودرو لوکس در گمرک
- رفرم پولی و ضرورت انجام آن در دولت یازدهم[پیوند مرده]
- هدفمندی یارانه‌ها ، قانون خوب ،اجرای بد[پیوند مرده]
- آیا تنها ۶۶٫۵ درصد زیر خط فقر هستند ؟!
- نقدی بر اقدامات و نظرات اعلام شده در رابطه با رژیم حقوقی دریای خزر[پیوند مرده]
- نسخه‌های صندوق بین‌المللی پول و طرح تحول اقتصادی[پیوند مرده]
- نفی مالیات بر ارزش افزوده مبنای علمی ندارد[پیوند مرده]
- کشور عدالت خواه به جامعه عدالت پذیر نیاز دارد[پیوند مرده]
- مشکلات اقتصادی دولت مضاعف می‌شود[پیوند مرده]